# Scolelepis dicha
Scolelepis dicha är en ringmaskart som beskrevs av Hutchings, Frouin och Hily 1998. Scolelepis dicha ingår i släktet Scolelepis och familjen Spionidae. Inga underarter finns listade i Catalogue of Life.